# Зенит-412

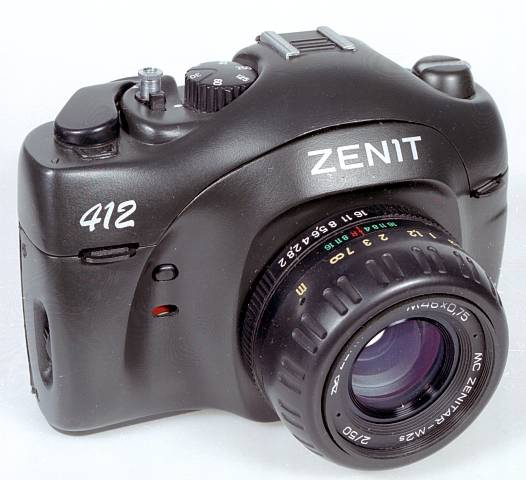
«Зенит-412DX» з об'єктивом «Зенитар-М2s».

Зени́т-412DX та Зени́т-412LS — малоформатний однооб'єктивний дзеркальний фотоапарат російського виробництва з напівавтоматичною установкою експозиції за допомогою заоб’єктивного TTL-експонометра. Розроблений та вироблявся на Красногорському механічному заводі (КМЗ). 
Випускався серійно: «Зенит-412DX» 2000—2005 рр. та «Зенит-412LS» 2002—2005 рр. 
Всього вироблено: «Зенит-412DX» — 21 257 екземпляра, «Зенит-412LS» — 25 197 екземпляра
«Зенит-412» є модифікацією фотоапарата «Зенит-312m».
Основна відмінність — увід світлочутливості плівки по DX-коду.
«Зенит-412DX» — розрахований на фотоплівку з DX-кодом 100, 200 та 400 од. ГОСТ (ISO).
«Зенит-412LS» — розширений діапазон світлочутливості плівки 25 — 1600 од. ГОСТ (ISO).

## Технічні характеристики
- Тип — однооб'єктивний дзеркальний фотоапарат з вбудованим TTL-експонометром і механізмом підйому дзеркала постійного візування.
- Тип застосовуваного фотоматеріалу — фотоплівка типу 135 в стандартних касетах. Розмір кадру 24 × 36 мм.
- Затвор — механічний, шторково-щілинний з горизонтальним рухом полотняних шторок. Витримка затвора: від 1/30 до 1/500 сек і «ручна».
- Штатний об'єктив — МС «Зенитар-М» 2/50, МС «Зенитар-М2» 2/50, МС «Зенитар-М2s» 2/50 з нажимною діафрагмою.
- Корпус пластиковий з задньою стінкою, що відкривається.
- Курковий заведення затвора і перемотка плівки. Зворотне перемотування плівки висувною головкою.
- Видошукач дзеркальний, з незмінною пентапризмою. Фокусувальний екран — лінза Френеля з мікрорастром та матове скло.
- TTL-експонометр з двома сірчано-кадмієвими фоторезисторами. Світодіодний індикатор експонометра можна бачити в полі зору видошукача. Напівавтоматична установка експозиції на закритій до робочого значення діафрагмі.
- Механізм нажимної діафрагми з приводом від кнопки спуску. Неповний нажим закриває діфрагму та включає експонометр.
- Тип кріплення об'єктива — різьбове з'єднання M42×1/45,5.
- Центральний Синхроконтакт«Х»
- Механічний автоспуск.
- Лічильник кадрів зі скидуванням на початок після натиснення на кнопку зворотньої перемотки плівки
- Різьба штативного гнізда 1/4 дюйма.